# Paul Revere & the Raiders
Paul Revere & the Raiders waren een Amerikaanse rockband, geformeerd in Boise, Idaho in 1958. Ze kenden aanzienlijk succes in de Verenigde Staten in de tweede helft van de jaren 1960 en het begin van de jaren 1970, met muziek die varieerde van garagerock tot psychedelische pop, maar hun vroege geluid combineerde snel gitaar - en door zang gedomineerde rock-'n-roll met een intimiderende r&b-smaak. De band stond bekend om het opnemen van kleding in de stijl van de Amerikaanse Burgeroorlog in hun kleding.

## Bezetting
- Paul Revere
- Mark Lindsay
- Drake Levin
- Phil Volke
- Mike Smith

## Geschiedenis
Oorspronkelijk bekend als het instrumentale rockcombo The Downbeats, werden The Raiders in 1958 geformeerd door organist Paul Revere en zanger Mark Lindsay. Nadat ze in 1961 de hitparade hadden bereikt met de kleine hit Like, Long Hair en eind 1963 net de Billboard Hot 100 miste met een cover van Louie Louie, kreeg de band een contract bij Columbia Records, onder de voogdij van producent Terry Melcher. In januari 1966 bereikte de single Just Like Me, voortgestuwd door blootstelling aan shows van Dick Clark zoals Where The Action Is, nummer 11 in de Hot 100, gevolgd door de opeenvolgende Top 10-hits Kicks en Hungry, waarmee de band tot nationale sterren werden gevestigd. In Clarks tv-shows was Lindsay een tieneridool en Revere de 'gek' van de band en tussen 1966 en 1969 bereikten ze de top 30 met 12 hits. Gesterkt door het succes van de singles, werden de drie albums Just Like Us, Midnight Ride en The Spirit of '67 uit 1966 allemaal met goud gecertificeerd door de RIAA.
Tegen het einde van het decennium droegen personeelswisselingen en veranderende smaken echter bij tot een duidelijke daling van de populariteit van de band. Mark Lindsay verving Terry Melcher als producent van The Raiders en de band slaagde erin te scoren met de Amerikaanse nummer 20- hit Let Me uit 1969 en zijn ouder-lp Alias Pink Puzz, hoewel het grootste deel van de output uit deze periode niet goed verkocht. Lindsay begon aan een solocarrière terwijl hij nog steeds lid was van de band, met twee singles uit de top 30 uit 1970, waaronder de Top 10-hit Arizona. Vanaf begin 1970 werd de band gewoon Raiders genoemd.
In 1971 bezorgde de enorm succesvolle cover van het nummer Indian Reservation (The Lament of the Cherokee Reservation Indian) The Raiders een comeback (zij het niet-representatief) en bereikte nummer één in zowel de Verenigde Staten als Canada. De single werd platina in 1996. Maar hun drang om het succes van de plaat te evenaren, leidde ertoe dat de band in 1975 door Columbia werd gedropt, toen Lindsay vertrok. In 1976, na Paul Revere's terugtrekking uit de muziekindustrie, gingen The Raiders uit elkaar. Revere's terugtrekking was van korte duur. In 1978 keerde hij terug naar liveoptredens met een nieuwe bezetting, waaronder nu Revere's zoon Jamie en zanger Darren Dowler. In 2014 overleed Revere aan de gevolgen van kanker en de naam van de band werd veranderd in Paul Revere's Raiders.
De revival van garagerock en grunge-bewegingen en individuele acts zoals de Paisley Underground hebben The Raiders als invloed genoemd. In 2004 stond Kicks op nummer 400 in de Rolling Stone-lijst van de 500 beste nummers aller tijden. Paul Revere & the Raiders en hun manager Roger Hart werden op 13 oktober 2007 opgenomen in de Oregon Music Hall of Fame. In 2010 werd de band opgenomen in de Hit Parade Hall of Fame. De film Once Upon a Time...in Hollywood van Quentin Tarantino uit 2019, die zich afspeelt in 1969, bevatte de drie hitsingles Hungry (1966), Good Thing (1966) en Mr. Sun, Mr. Moon (1969) en de B-kant Theme From It's Happening uit 1968.

### De vroege jaren
The Raiders begonnen als een instrumentale rockband onder leiding van organist en oprichter Paul Revere (1938-2014). De band verhuisde naar Portland toen Revere in 1962 terugkeerde van zijn legerdienst.
Op 20-jarige leeftijd bezat Revere verschillende restaurants in Caldwell en ontmoette zanger Mark Lindsay (1942) voor het eerst terwijl hij broodjes ophaalde bij de bakkerij waar Lindsay werkte. De omstandigheid van hun ontmoeting werd later genoemd in het ironische lied Legend of Paul Revere, opgenomen door de band. Lindsay trad in 1958 toe tot de band van Revere. Oorspronkelijk heette ze The Downbeats, maar in 1960 veranderden ze hun naam in Paul Revere & the Raiders aan de vooravond van hun eerste albumpublicatie voor Gardena Records. De band oogstte in 1961 hun eerste hit in de Pacific Northwest met het instrumentale Like, Long Hair, die genoeg nationale aantrekkingskracht had om te pieken in de Billboard Hot 100 op 17 april 1961. Toen Revere werd opgeroepen voor militaire dienst, werd hij gewetensbezwaarde en werkte hij anderhalf jaar als kok in een psychiatrische inrichting. In dezelfde periode pompte Lindsay gas in Wilsonville. Op basis van hun Top 40-single toerde Lindsay in de zomer van 1961 door de Verenigde Staten met een band waarin Leon Russell de piano van Revere innam.
Tegen de zomer van 1962 werkten Revere en Lindsay weer samen in Oregon met een versie van The Raiders met Mike 'Smitty' Smith (1942-2001), een drummer die twee langere perioden met de band zou doorbrengen. Rond deze tijd was KISN-dj Roger Hart, die tienerdansjes produceerde, op zoek naar een band om in te huren. Hart kreeg het telefoonnummer van Revere en ze ontmoetten elkaar voor de lunch. Hart huurde de band in voor een van zijn tienerdansjes. Kort daarna werd Hart de persoonlijke manager van de band. Het was Hart die voorstelde om Louie Louie op te nemen, waarvoor Hart hen ongeveer $ 50 betaalde, het nummer produceerde en het bij zijn Sandē-label plaatste, wat uiteindelijk de aandacht trok van Columbia Records. Of The Raiders of The Kingsmen Louie Louie eerst hebben opgenomen is niet zeker; beide bands namen het in april 1963 echter op in dezelfde studio NorthWestern Motion Pictures and Sound Recordings, Inc. (NWI) in Portland. Tegen die tijd bestonden The Raiders uit Revere, Lindsay, Smith, gitarist Drake Levin en bassist Mike 'Doc' Holliday, die begin 1965 werd vervangen door Phil Volk.

### Hits en promotie in hetAction-tijdperk
In 1965 begonnen The Raiders met het opnemen van een reeks garagerockklassiekers. Onder leiding van producent Terry Melcher verhuisde de band naar Los Angeles en kopieerde steeds meer de geluiden van Britse invasiebands zoals The Beatles, The Rolling Stones, The Dave Clark Five en The Animals, terwijl ze een Amerikaans r&b-gevoel toevoegden. Hun eerste grote nationale hit Just Like Me was een van de eerste rockplaten met een kenmerkende, dubbelsporige gitaarsolo, uitgevoerd door gitarist Drake Levin. Een late publicatie uit 1965 piekte in januari 1966 op nummer 11 in de Billboard Hot 100 tijdens een destijds lange looptijd van 15 weken.
De band verscheen regelmatig in de Verenigde Staten op de nationale televisie, met name in Where the Action Is van Dick Clark, Happening '68 en It's Happening, de laatste twee mede-gepresenteerd door Revere en Lindsay. In november 1966 verscheen de band als zichzelf met het uitvoeren van een lied in de populaire tv-serie Batman in de aflevering Hizzonner the Penguin.
The Raiders hadden een bekrachtigde deal met de Vox Amplifier Company via de Amerikaanse distributeur, de Thomas Organ Company, waarbij Revere het Vox Continental combo-orgel gebruikte en Volk af en toe de Vox Phantom IV bas bespeelde. Tijdens het optreden was de hele band aangesloten op Vox Super Beatle-versterkers. De band was naar verluidt de eerste grote band in de geschiedenis die versterkt toerde met alle leden, inclusief sidemen en blazers. Toen Levin de band in 1966 verliet om zich bij de National Guard aan te sluiten, werd hij vervangen door Jim Valley, een andere Northwest-muzikant die The Raiders hadden ontmoet tijdens hun dagen in de muziekcircuits van Portland en Seattle. Valley werd door de andere Raiders Harpo genoemd vanwege een vage gelijkenis met de beroemde Marx-broer.
Hun Hot 100-hits uit deze periode zijn onder meer Kicks (nummer 4), Hungry (nummer 6), The Great Airplane Strike (nummer 20), Good Thing (nummer 4) en Him or Me – What's It Gonna Be? (nummer 5). Hiervan kwam Kicks naar voren als hun bekendste hit, een hip klinkende plaat met een anti-drugsboodschap, geschreven door Barry Mann en Cynthia Weil en oorspronkelijk bedoeld voor The Animals. (Mann onthulde later in interviews dat het lied was geschreven over hun vriend, collega-songwriter Gerry Goffin uit de jaren 1960, wiens aanhoudende drugsproblemen zijn carrière en zijn relatie met zijn toenmalige vrouw Carole King in de weg stonden.)
Medio 1967, met drie gouden albums op hun naam, waren The Raiders de best verkopende rockband van Columbia Records. Hun Greatest Hits was een van de twee publicaties die Clive Davis selecteerde om een hogere catalogusprijs te testen voor albums die naar verwachting bijzonder populair zouden zijn (samen met de Greatest Hits van Bob Dylan).

### Grote bezettingsmutaties
Op het hoogtepunt van de populariteit van de band verlieten Valley, Volk en Smith de band. De splitsing gebeurde om een aantal redenen, waaronder het gevoel dat de band niet kon evolueren naar een meer egalitair creatief team, boos omdat ze bij opnamen werden vervangen door studiomuzikanten (Volk ontkende dit en zei dat The Wrecking Crew was ingehuurd door Melcher en Lindsay alleen om de band te vergroten) en ongelukkig met een aanhoudende tienergerichte richting terwijl een serieuzere rock-'n-roll-stijl in opkomst was.
De eerste die vertrok was Valley, die vervolgens een solocarrière begon. Drake Levin voegde zich weer bij de band op gitaar om de voorjaarstournee van 1967 af te sluiten. Levin, Volk en Smith vlogen samen naar New York toen The Raiders werden geboekt om op te treden in The Ed Sullivan Show. Revere was boos omdat Valley, Volk en Smith de band verlieten en gaf Levin de schuld van hun vertrek. Levin verscheen in het Ed Sullivan Theater om voor de allerlaatste keer op te treden met Volk en Smith, maar Revere weigerde Levin te laten spelen. Buiten het medeweten van de band had Revere gitarist Freddy Weller ingehuurd om die avond op te treden. Levin koesterde hier geen wrok over, liet Weller de akkoorden van de liedjes zien en keek vanaf de coulissen toe hoe The Raiders hun enige optreden maakten in de Sullivan show op 30 april 1967. Het was de enige keer dat de bezetting van Revere, Lindsay, Smith, Volk en Weller samen optrad. De volgende maand vertrokken Volk en Smith, waarna ze zich weer bij Levin voegden om de band Brotherhood te formeren. Charlie Coe, die in 1963 gitaar voor de band had gespeeld, voegde zich weer bij de band op bas en Joe Correro jr. werd aangeworven als de nieuwe drummer.

### HetHappening-tijdperk
De band bleef de rest van het decennium bescheiden hits hebben, waaronder Ups and Downs, I Had a Dream, Too Much Talk, Don't Take It So Hard, Cinderella Sunshine, Mr. Sun, Mr. Moon en Let Me, wat hun eerste gouden plaat werd. Op 6 januari 1968, slechts vier maanden na de stopzetting van Where The Action Is, keerden Revere en Lindsay terug als presentatoren van de nieuwe door Dick Clark geproduceerde show Happening '68, waarin The Raiders verschillende optredens maakten (later afgekort tot Happening). Deze wekelijkse serie werd van juli tot september van dat jaar samengevoegd met de door Clark geproduceerde dagelijkse serie It's Happening, ook gepresenteerd door Revere en Lindsay. In augustus 1968 verliet bassist Coe de band opnieuw om te trouwen en werd vervangen door voormalig Action hartenbreker Keith Allison.
Mark Lindsay nam gedurende deze tijd meer controle over de band. Hij produceerde in 1968 alle platen die begonnen met Too Much Talk en het psychedelische album Something Happening. Lindsay's visie was vertegenwoordigd op nummers als Let Me en de albums Hard 'N' Heavy (with marshmallow) en Alias Pink Puzz. (Volgens allmusic.com was Pink Puzz de identiteit waaronder The Raiders voor het eerst probeerden het album op FM-radio te laten spelen, een gok die faalde hoewel de band de grapnaam voor de albumtitel behield). Het succes van Let Me lieten Paul Revere & the Raiders in de zomer van 1969 door Europa toeren met The Beach Boys (ze namen toen ook twee nummers op voor het langlopende Duitse muziekprogramma Beat Club). Ook in 1969 speelde de band een speciaal geschreven nummer en verscheen in een tv-commercial voor de nieuwe GTO-sportwagen The Judge van Pontiac.

### The Raiders: begin jaren 70
In een poging om het geluid en het imago van de band te veranderen, werd de naam officieel ingekort tot The Raiders (eenvoudig weergegeven als Raiders op de singles), terwijl het album Collage uit 1970 een poging was om een andere muzikale richting op te gaan. Het kreeg een lovende recensie van het tijdschrift Rolling Stone. Collage bleek een commerciële mislukking te zijn (nummer 154 in de Billboard 200) en Lindsay begon zich te richten op soloprojecten. Joe Correro vertrok nadat hun voorjaarstournee was geëindigd, om te worden vervangen door zijn voorganger Mike Smith.
The Raiders bereikten hun grootste succes uit de jaren 1970 met hun cover van Indian Reservation van John D. Loudermilk, die door een A&R-man van Columbia naar de band werd gebracht terwijl ze aan een album werkten. Revere werkte hard om de single te promoten en Indian Reservation piekte op nummer één voor een week in juli 1971. Het werd de bestverkochte single van Columbia in bijna tien jaar, met meer dan zes miljoen exemplaren. Het succes van de single werd gevolgd door het gelijknamige album dat nummer 19 bereikte en voornamelijk uit covers bestond. De band werd uitgebreid met drummer Omar Martinez en toetsenist Bob Wooley.
In 1972 slaagde de laatste poging van The Raiders voor het popalbum Country Wine er niet in om de Billboard 200 te kraken. Later dat jaar begonnen ze aan de voorbereiding van wat hun vierde album in twee jaar zou worden, Love Music. Het beoogde titelnummer werd uitgebracht als een promotie voor het project, maar het bereikte slechts nummer 97, wat het definitieve optreden van The Raiders markeerde en het album werd opgeschort door Columbia. De aanwezigheid van de band nam af en ze werden verbannen naar het spelen in lounges en staatsbeurzen als een oude act, een situatie die Revere aangenaam vond, maar Lindsay niet. Weller en Smith vertrokken in december 1972, Weller werd vervangen door gitarist Doug Heath.

### De latere jaren 1970
In het begin van 1975 volgden er veranderingen in de bezetting, toen Mark Lindsay de band verliet na een optreden in Knott's Berry Farm. Lindsay zette zijn solocarrière voort, nadat hij eerder eind 1969 een hit had behaald met Arizona van Kenny Young. Na twee laatste singles voor Warner Bros. Records in 1977, richtte Lindsay zijn aandacht op filmmuziek en commercials. Hij was ook hoofd van A&R (artiesten & repertoire) voor United Artists Records in de jaren 1970. Keith Allison vertrok in april 1975 om te worden vervangen door de huidige Raider-bassist Ron Foos.
Countrymuziek was de keuze van voormalig gitarist Freddy Weller, die eerder veel succes had in de country-hitlijsten, te beginnen met zijn countryversie van Games People Play van Joe South in 1969 en bereikte nummer 2 in de country-hitlijsten en het opnemen van albums (zijn eerste twee soloalbums werden geproduceerd door Mark Lindsay) en Top 10-singles in de country-hitlijsten, zoals zijn covers van Promised Land van Chuck Berry, Indian Lake van The Cowsills, evenals This Are Not My People en Another Night of Love voor Columbia gedurende deze tijd bij The Raiders, evenals na het verlaten van de Raiders.
In een gedenkwaardige gebeurtenis trouwde Revere voor de tweede keer op 4 juli, Bicentennial Year 1976 op het podium van een Raiders-show. Revere kondigde eind 1976 zijn afscheid van de muziekbusiness aan, maar was in 1978 weer op pad met een nieuwe bezetting van Raiders. Samen met gitarist Doug Heath verbond Revere zich in deze periode met de band Louie Fontaine & the Rockets en ging met hen op pad als Paul Revere & the Raiders, met Blair Hill (Louie Fontaine) als lead zanger. Deze configuratie verscheen zelfs een tijdje in 1978 als Paul Revere's Raiders zonder Paul. Het kwintet van Paul Revere, Mark Lindsay, Drake Levin, Phil Volk en Mike Smith werd herenigd voor Dick Clark op de nationale televisie in 1979 en voerden een medley uit van hun grootste hits. In hetzelfde jaar werd Indian Reservation gecoverd door de Duitse band Orlando Riva Sound.

### De jaren 1980 tot 2014
De punkrock- en new wave-tijdperken zagen een golf van interesse in de muziek van The Raiders. I'm Not Your Stepping Stone werd gecoverd door de Sex Pistols, Minor Threat, Berkeley's Fang en The Farm uit Liverpool, hoewel de versie van The Monkees beter bekend was dan die van The Raiders. Just Like Me werd gecoverd door de Circle Jerks, Joan Jett en Pat Benatar. David Bowie coverde Louie, Go Home. In 1984 nam The Who het nummer op en veranderde in 1985 de titel en tekst in Lubie (Come Back Home). Hungry werd gecoverd door Sammy Hagar. The Flamin' Groovies pakten de drie Raiders-nummers Him or Me - What's It Gonna Be?, Sometimes en Ups and Downs op en The Morrells deden ook een country-getint arrangement van Ups and Downs. De Paisley Underground, garagerock-revival en grunge-bewegingen erkenden allemaal de invloed van The Raiders. Kicks werd gecoverd door Micky Dolenz en Peter Tork van The Monkees als een van de drie nieuwe opnamen op hun compilatie Then & Now... The Best of The Monkees uit 1986.
Mark Lindsay maakte in 1994 een versie van Ups And Downs met Carla Olson, die verscheen op haar album Reap The Whirlwind.
Revere ging in de jaren 1980 en 1990 door met een relatief stabiele bezetting met de oude leden Omar Martinez (drums en zang sinds 1972), Doug Heath (gitarist voor The Raiders sinds 1973), Ron Foos (bas, Allisons vervanger in 1975) en leadzanger Carlo Driggs (die Michael Bradley verving). Nieuwe plaatpublicaties waren het zelf geproduceerde Special Edition in 1983, met Michael Bradley op zang, en Paul Revere Rides Again, uitgebracht in 1983 via RadioShack-winkels. Ze namen ook de homevideo The Last Madman of Rock 'N' Roll op voor MCA Universal in 1996. Revere's zoon Jamie voegde zich in de jaren 1990 een aantal jaren bij de band op gitaar en speelde op Generic Rock & Roll (1992) en Generic Rock 2 (1996).
Op 19 september 1997 werd de klassieke Midnight Ride-bezetting van de band uit 1966 (zanger Mark Lindsay, gitarist Drake Levin, bassist Phil 'Fang' Volk en drummer Mike 'Smitty' Smith) herenigd in volledig kostuum (hoewel zonder Revere zelf) voor een 30-jarig jubileumoptreden in Portland. In 2000 bracht Sundazed Records het pakket Mojo Workout uit met twee cd's, dat zich richtte op de r&b- en soulgeluiden uit het begin van de Columbia-carrière van The Raiders. In 2001 brachten The Raiders Ride to the Wall uit met verschillende nieuwe nummers, samen met hun versies van hits uit de jaren 1960, waarvan de opbrengst ging naar veteranen van de oorlog in Vietnam. Ze traden in 2001 op tijdens het Rolling Thunder's Memorial Day-evenement in Washington D.C. voor krijgsgevangenen uit het Vietnam-tijdperk. Een vast tourneeschema hield Paul en zijn nieuwe Raiders in de publieke belangstelling. Keith Allison, die van 1968 tot 1975 in The Raiders speelde, is sindsdien gaan acteren en verscheen onder meer in de films Phantom of the Paradise en Gods and Generals.
Op 13 oktober 2007 werden Paul Revere & the Raiders, samen met hun manager Roger Hart, opgenomen in de Oregon Music Hall of Fame. Aanwezig waren Mark Lindsay, Phil 'Fang' Volk en Roger Hart om hun prijzen in ontvangst te nemen. In 2010 werd de band opgenomen in de Hit Parade Hall of Fame. Revere kondigde in augustus 2014 zijn afscheid van de band aan. De band was van plan om zonder hem te toeren als Paul Revere's Raiders.

### Voormalige Raiders en nalatenschap
Phil Volk toert met zijn eigen band Fang & the Gang. Sinds 1967 is hij getrouwd met Tina Mason van Where The Action Is.
Na het verlaten van The Raiders in 1967, bleef Jim Valley optreden en zijn songwriting-vaardigheden aanscherpen in verschillende acts. Hij werd als soloartiest gecontracteerd door Dunhill Records en bracht twee singles uit. Vervolgens verhuisde hij terug naar zijn geboorteland Northwest, waar hij speelde met verschillende rockacts, waaronder Sweet Talking Jones en het Shoestring Orchestra & Choir. Hij werd een veelgeprezen en bekroonde kindermuziekartiest en pedagoog en reisde de wereld rond als een afgezant van de Rainbow Planet. Valley blijft werken met kinderen, schrijft en neemt zijn eigen albums op en treedt ook live op.
Drummer Joe Correro jr. van The Raiders van 1967 tot 1971 treedt op als onderdeel van het in Los Angeles gevestigde Richard Sherman Trio jazzcombo. Bassist Mike 'Doc' Holiday en gitarist/bassist Charlie Coe maakten een speciaal gastoptreden met Mark Lindsay tijdens een show in Boise, Idaho in 1996. Ze wonen allebei in Idaho. De zoon van Bill Medley van The Righteous Brothers zong en trad op met Paul Revere & the Raiders.
Darren Dowler volgde Darrin Medley op als leadzanger van The Raiders. Toevallig zong Darren Dowler ook met de band van Darrin Medley's vader, de Righteous Brothers Band, die de delen zong die voorheen door tenor werden gezongen en nam de geweldige Bobby Hatfield op. De huidige zanger Dowler trad ook op met The Lettermen, The Jordanaires, The Fifth Dimension, Gary Puckett, Mitch Ryder en was de eerste gitarist van The Backstreet Boys in 1991 voordat ze een megasterrenstatus bereikten. Dowler, ook een acteur en filmmaker, verscheen in films als Eagle Eye met Billy Bob Thornton en Hancock met Will Smith. In 2014 speelde, schreef en regisseerde hij de films Rock and Roll the Movie en Christmas In Hollywood. In 2014 gaf Revere Dowler de opdracht om een album met oorspronkelijke liedjes te componeren voor een nieuw Raider-album, het eerste volledig originele album in 35 jaar.
Na het beëindigen van zijn tweede periode bij The Raiders in 1972, verhuisde drummer Mike 'Smitty' Smith naar Kona, Hawaï en bleef optreden voor verschillende bands in die regio. Gitarist Drake Levin werd een volleerd bluesgitarist, speelde in en formeerde talloze bands in de San Francisco Bay Area. Carl 'Carlo' Driggs, Paul Revere & the Raiders' langst dienende zanger (meer dan 20 jaar), was voorheen zanger van Kracker, een band die door Europa toerde als voorprogramma (en hun albums liet distribueren) buiten Amerika door The Rolling Stones. Hij volgde dit met zijn ambtstermijn in de Latin / discoband Foxy, die een nummer 1-hit scoorde in de Hot R&B/Hip-Hop Songs-hitlijst (nummer 9 in de Billboard Hot 100) met Get Off, dat mede werd geschreven door Driggs. Paul Revere & the Raiders spelen een belangrijke rol in de soundtrack van het comedy-drama Once Upon a Time in Hollywood van Quentin Tarantino uit 2019, namelijk de nummers Hungry, Mr. Sun, Mr. Moon en Good Thing, waarbij de laatste verschijnt in de officiële trailer van de film.

## Overlijden
- In oktober 2014 kondigde de website van de band aan dat Revere op 4 oktober 2014 vreedzaam was overleden in zijn huis in Garden Valley, Idaho, een klein landgoed met uitzicht op een rustige riviercanyon, aan kanker. Hij was 76 jaar oud. Zijn begrafenis, gehouden in de Cathedral of the Rockies in Boise, Idaho, werd bijgewoond door onder meer de voormalige gouverneur van Idaho, Dirk Kempthorne. De band werd toen Paul Revere's Raiders. Op 10 oktober 2014, in het Los Angeles Forum, voerde Tom Petty I'm Not Your Stepping Stone uit, opgedragen aan Paul Revere, ter erkenning van zijn dood die week.
- Smith stierf een natuurlijke dood op 6 maart 2001, drie weken voor zijn 59ste verjaardag.
- Op 4 juli 2009 overleed Levin in zijn huis in San Francisco na een lange strijd tegen kanker. Hij was 62 jaar.
- Op 31 mei 2017 overleed Driggs op 67-jarige leeftijd aan een hartaanval in zijn huis in Miami, Florida.
- Keith Allison, die van 1968 tot 1975 lid was van de Raiders, overleed op 17 november 2021 in zijn huis in Sherman Oaks, Californië, op 79-jarige leeftijd.

## Discografie

### Singles
- 1960: Beatnick Sticks
- 1960: Unfinished Fifth
- 1961: All Night Long
- 1961: Like Charleston
- 1961: Like, Long Hair
- 1962: Like Bluegrass
- 1962: Shake It Up
- 1963: Louie Louie
- 1963: Tall Cool One
- 1964: Louie – Go Home
- 1964: Over You
- 1965: Just Like Me
- 1965: Sometimes
- 1965: SS 396
- 1965: Steppin' Out
- 1966: Good Thing
- 1966: Hungry
- 1966: Kicks
- 1966: So Fine
- 1966: The Great Airplane Strike
- 1967: Him or Me – What's It Gonna Be?
- 1967: I Had a Dream
- 1967: Peace of Mind
- 1967: Rain, Sleet, Snow
- 1967: Ups and Downs
- 1968: Cinderella Sunshine
- 1968: Don't Take It So Hard
- 1968: Too Much Talk
- 1969: Let Me
- 1969: Mr. Sun, Mr. Moon
- 1969: We Gotta All Get Together
- 1970: Gone Movin' On (als The Raiders)
- 1970: Just Seventeen (als The Raiders)
- 1971: Birds of a Feather (als The Raiders)
- 1971: Indian Reservation (The Lament of the Cherokee Reservation Indian) (als The Raiders)
- 1972: Country Wine (als The Raiders)
- 1972: Powder Blue Mercedes Queen (als The Raiders)
- 1972: Song Seller (als The Raiders)
- 1973: (If I Had It to Do All Over Again, I'd Do It) All Over You
- 1973: Love Music (als The Raiders)
- 1975: Your Love (Is the Only Love)
- 1976: The British Are Coming
- 1983: Jingle Bells
- 2012: Ride Your Pony

### Studioalbums
Columbia Records
- 1965: Here They Come!
- 1966: Just Like Us!
- 1966: Midnight Ride
- 1966: The Spirit of '67
- 1967: Revolution!
- 1968: Goin' to Memphis
- 1968: Something Happening
- 1969: Hard 'n' Heavy (met Marshmallow)
- 1969: Alias Pink Puzz
- 1970: Collage (als The Raiders)
- 1970: Indian Reservation (als The Raiders)

### Verdere albums
- 1962: Like, Long Hair (Gardena Records)
- 1963: Paul Revere & the Raiders (Sande Records)
- 1967: A Christmas Present … and Past (Columbia Records)
- 1972: Country Wine (als The Raiders; Columbia Records)
- 1982: Special Edition (feat. Michael Bradley; Raider/America)
- 1983: The Great Raider Reunion (Era Records)
- 1983: Paul Revere Rides Again (Hitbound Records)

### Compilaties
- 1967: Greatest Hits
- 1969: Two All-Time Great Selling lp's (2 lp's: The Spirit of '67 en Revolution!)
- 1971: Greatest Hits Volume II
- 1972: All-Time Greatest Hits
- 1976: We Gotta All Get Together (feat. Mark Lindsay; 2 lp's)
- 1983: Kicks
- 1984: The Best of Paul Revere & the Raiders: Volume 1
- 1987: Good Things
- 1988: Greatest Hits Live
- 1990: The Legend of Paul Revere (feat. Mark Lindsay; 2 cd's)
- 1995: The Essential Ride '63–'67
- 2000: Mojo Workout! (2 cd's)
- 2007: Super Hits
- 2010: The Complete Columbia Singles (3 cd's)
- 2011: The Essential (2 cd's)